# Церковь Посещения Пресвятой Девы Марии (Вишнево)
Церковь Посещения Пресвятой Девы Марии (бел. Касцёл Адведзінаў Найсвяцейшай Панны Марыі) — католический храм в деревне Вишнево, Минская область, Белоруссия. Относится к ивенецкому деканату Минско-Могилёвского архидиоцеза. Памятник архитектуры в стиле раннего барокко с элементами ренессанса. Построен в 1637—1641 годах. Церковь находится на западной окраине деревни, на высоком холме левого берега реки Гольшанки. Храм включён в Государственный список историко-культурных ценностей Республики Беларусь.

## История

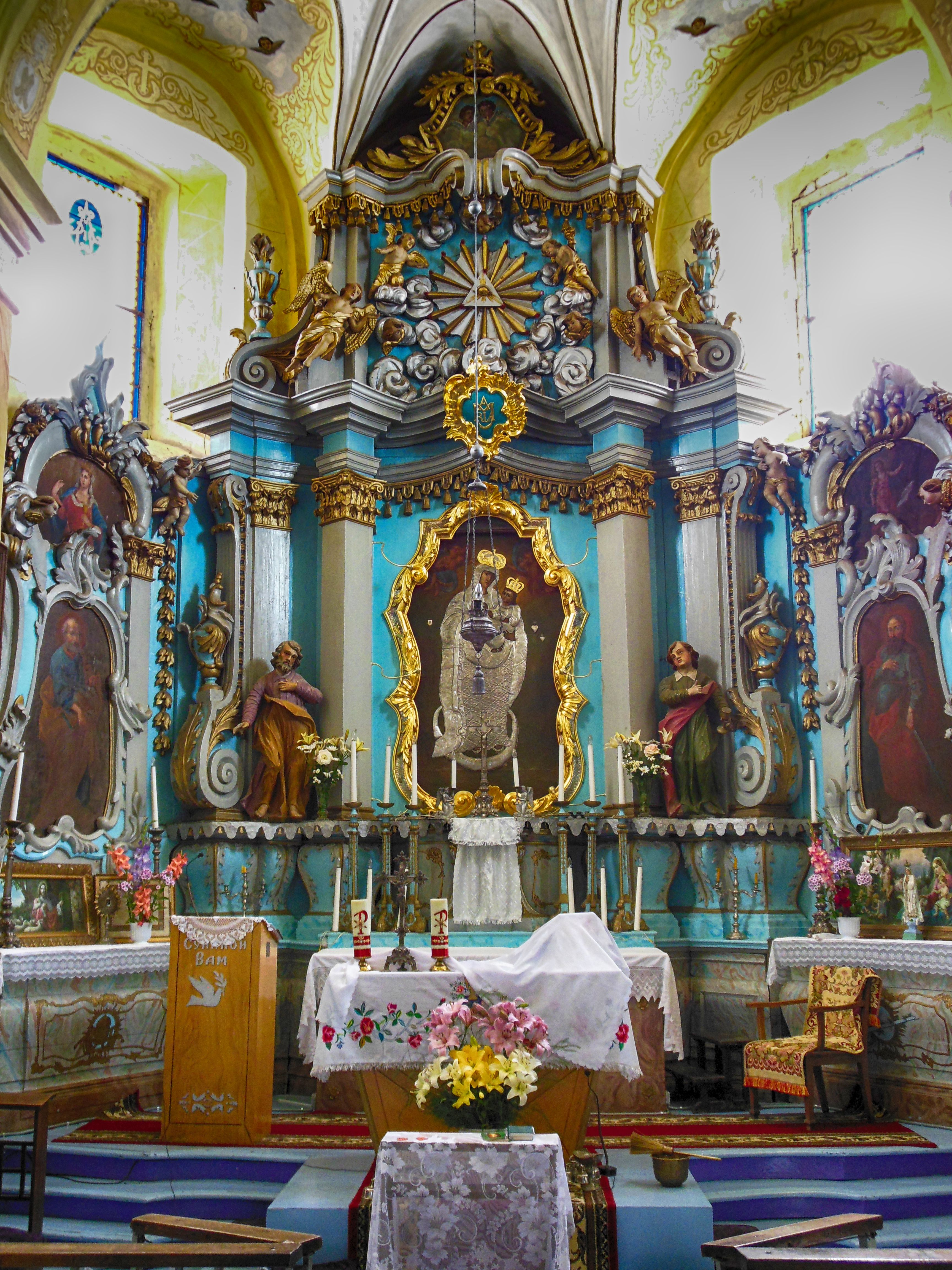
Главный алтарь

Католический приход в Вишнево основан в XV веке великим князем Витовтом, в 1424 году здесь был построен деревянный костёл на средства Петра Сеньки Гедигольдовича. Каменный храм на его месте был возведён в 1637—1641 годах на средства новогрудского воеводы Ежи Хрептовича. Основатель храма был похоронен в крипте. Костёл освящён в честь Посещения (встречи Марии и Елисаветы) в 1675 году епископом Слупским. В светской литературе также распространено ошибочное мнение о том, что костёл назван в честь Благовещения, что, вероятно, связано с обобщением двух библейских событий, касающихся беременности Марии.
В 1771 году храм был восстановлен после пожара на средства А. Хрептовича, в ходе восстановления к алтарной части были пристроены отсутствовавшие до того ризницы. В 1906 году костёл подвергся ещё одной перестройке — был пристроен узкий нартекс в псевдобарочном стиле, безбашенный до того фасад был увенчан двумя небольшими квадратными башнями.
В советский период храм не закрывался.

## Архитектура
Храм Посещения Пресвятой Девы Марии — однонефный храм с полукруглой апсидой и низкими боковыми ризницами. Фасад трёхъярусный, верхний ярус сформирован четырёхгранными башнями и фигурным щитом между ними. Своды украшены лепным декором XVII века.
Полихромная роспись сводов и пилонов выполнена художником Фердинандом Рущицем. Главный алтарь выполнен из дерева в XVIII веке, декорирован скульптурами и резными узорами. В центральной части алтаря — икона Богоматери.
К востоку от храма расположены ворота, также выполняющие функцию колокольни. Построены во второй половине XIX века. Над широким арочным проходом расположены три проёма с колоколами, увенчанные тремя небольшими фронтонами.

## Литература

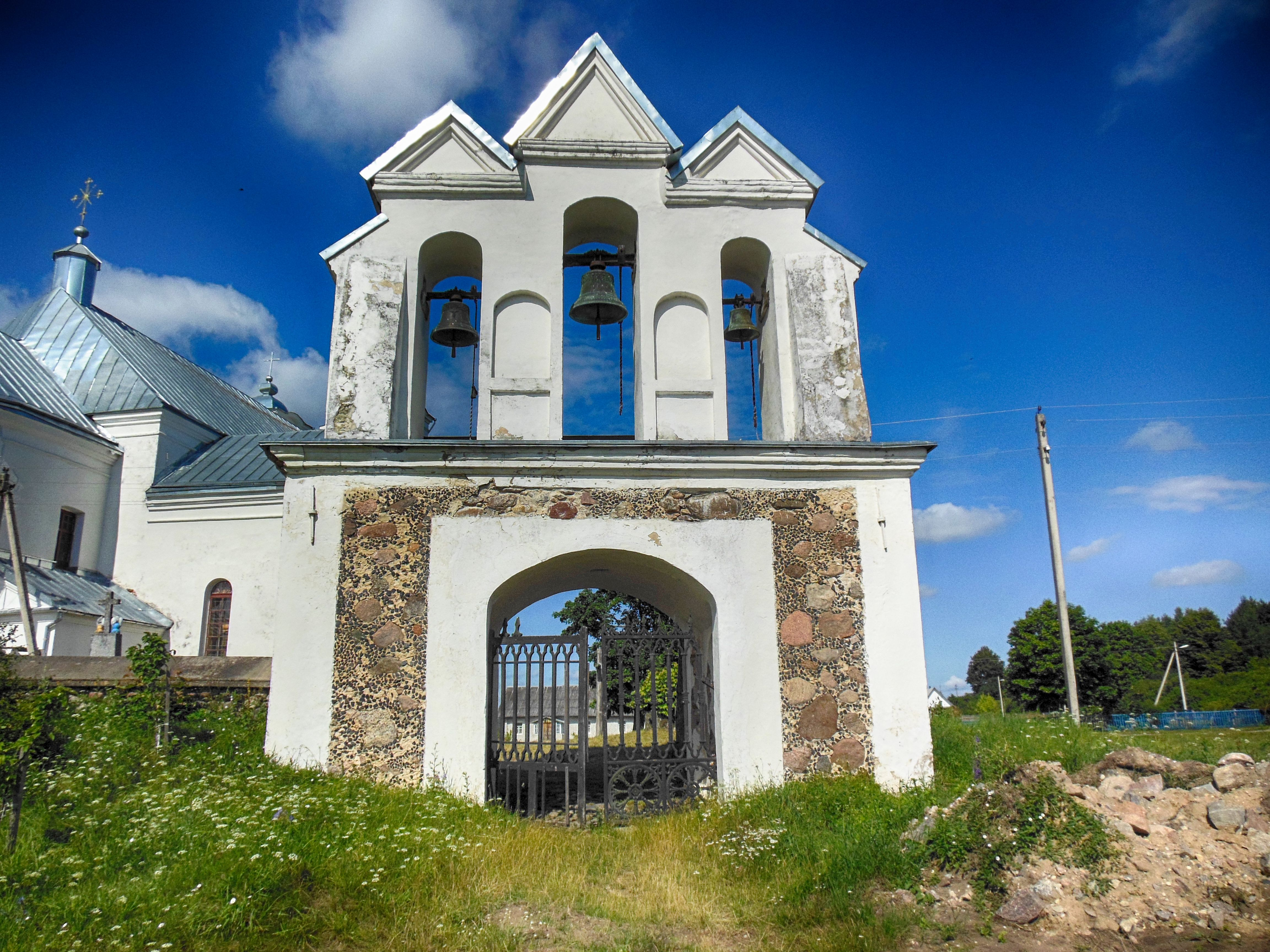
Ворота-колокольня